# ティーン・タイタンズ・ゴー! トゥ・ザ・ムービーズ
『ティーン・タイタンズ・GO！ トゥ・ザ・ムービーズ』(Teen Titans Go! To the Movies) は、アーロン・ホーヴァスとピーター・ライダ・ミハイルが監督を務めた、ワーナー・ブラザースによる長編アニメーション映画。

## 概要
2013年からアメリカのカートゥーン ネットワークで放送されているアニメ『ティーン・タイタンズGO!』の劇場版。2018年7月27日にアメリカにて公開された。
日本については映画館では公開されず（ビデオスルー）、2019年7月3日に字幕版がiTunes Storeにて配信開始となった。

## キャスト
- ロビン - スコット・メンヴィル/声
- スターファイヤー - ヒンデン・ウォルチ/声
- ビーストボーイ - グレッグ・サイプス
- レイブン - タラ・ストロング
- サイボーグ - カリー・ペイトン
- スレイド - ウィル・アーネット
- ジェイド・ウィルソン - クリスティン・ベル
- バルーンマン - グレッグ・デイビーズ
- バットマン - ジミー・キンメル
- スーパーマン - ニコラス・ケイジ
- ワンダーウーマン - ホールジー
- グリーンランタン - リル・ヨッティ
- フラッシュ - ウィル・ウィトン
- アトム - パットン・オズワルト
- アクアマン - エリック・バウザ
- プラスチックマン - ジョーイ・カパビアンカ
- スーパーガール - メレディス・サレンジャー
- ジョー＝エル - フレッド・タタショア

また、マーベル・コミックの生みの親としても知られているスタン・リーが本人役でカメオ出演している。